# Armand-Louis de Gontaut
Armand-Louis de Gontaut, vévoda de Biron, do roku 1788 vévoda de Lauzun (francouzsky Armand Louis de Gontaut de Biron, duc de Biron, duc de Lauzun, marquis de Gontaut, marquis de Châtel et de Caraman, baron de Lesquelen) (13. dubna 1747 v Paříži - 31. prosince 1793 tamtéž) byl francouzský šlechtic a generál. Od mládí sloužil v armádě, vyznamenal se účastí v americké válce za nezávislost. Později dosáhl hodnosti generálporučíka, v roce 1789 byl poslancem Generálních stavů a jako vojevůdce se uplatnil i v době francouzské revoluce. Po obvinění z kontrarevoluce byl popraven.

## Život

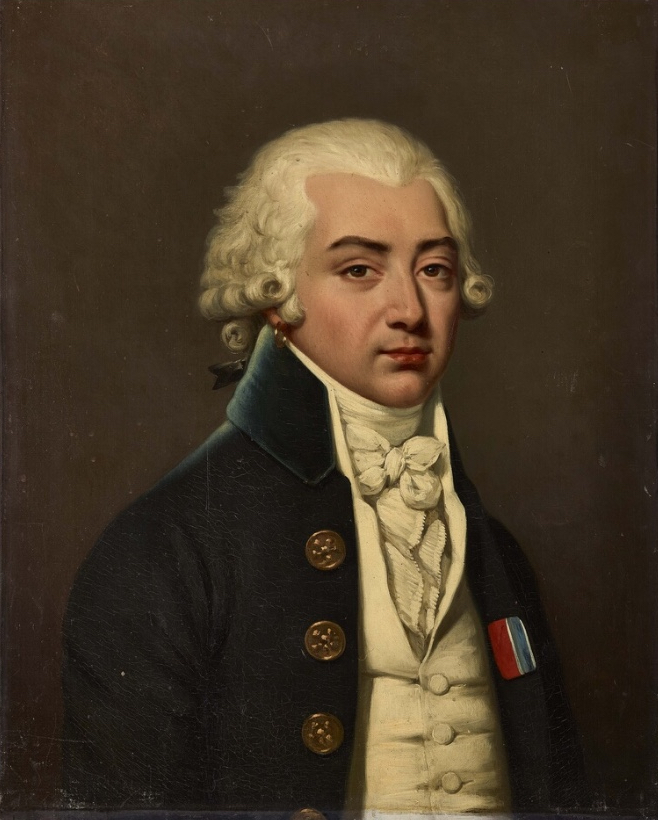
Portrét z 19. století (sbírky zámku ve Versailles)

Byl potomkem starého šlechtického rodu, z nějž pocházeli čtyři francouzští maršálové. Jeho otcem byl generálporučík Charles Antoine Gontaut-Biron, vévoda de Gontaut (1708–1798), matka Antoinette Eustachie (1727–1747) pocházela z vlivné bankéřské rodiny Crozatů. Armand-Louis jako dítě užíval titul markýze de Gontaut, v roce 1766 z titulatury svého strýce Louise Antoina (1700–1788) převzal hodnost vévody de Lauzun a pod tímto jménem byl znám do roku 1788. Ve svých necelých 14 letech vstoupil do francouzského pluku Gardes françaises, kterému velel jeho strýc, vévoda de Biron. V roce 1766 se oženil s Amélií de Boufflers (1751–1794), ale pár žil odděleně a zůstal bezdětný. V roce 1767 se stal plukovníkem a bojoval od roku 1769 na Korsice, která byla v květnu 1768 koupena od Janova, proti povstalcům pod vedením Pascala Paoliho. V roce 1774 byl za svou statečnost jmenován plukovníkem královské legie. Všeobecný mír, který následoval, pro něj jako jako pro vojáka znamenal přerušení služby, poté cestoval po Evropě a proslul řadou galantních dobrodružství. Nové příležitosti se objevily v americké válce za nezávislost v roce 1775, kterou Francie podporovala. V roce 1778 oficiálně vstoupila do války. Jako plukovník převzal velení žoldnéřské skupiny „Volontaires-étrangers de Lauzun“, nazývané „Lauzunova legie“ a oficiálně podřízené francouzskému námořnictvu (mezi nimi mnoho Němců, velitelským jazykem proto byla němčina). V lednu 1779 dobyl se svou legií Senegal a poté čekal v Bretani na nasazení při plánované invazi do Anglie. Toto však bylo odvoláno ve prospěch přímé účasti v americké válce za nezávislost v roce 1780 pod velením Rochambeaua. V roce 1781 během obléhání Yorktownu Lauzun konkrétně usiloval o bitvu s dragouny  britského plukovníka Banastra Tarletona. Po anglické kapitulaci byl Lauzun vybrán jako jeden ze dvou důstojníků, aby přinesl zprávu o vítězství do Francie.
Po svém návratu v roce 1783 převedl svou legii k pluku husarů (umístěného v Alsasku u Lauterburgu) a stal se maréchal de camp. V roce 1789 byl zvolen šlechtou z Quercy do generálních stavů, v Národním shromáždění se přihlásil k liberálním myšlenkámy a připojil se k vévodovi z Orléans. Během revolučních válek velel divizi ve Flandrech v roce 1791, ale byl poražen v bitvě u Jemappes.
Nicméně po Rochambeauově odchodu se stal druhým ve velení Armády Severu a v červenci 1792 dokonce generálem (général en chef) Armády Rýna, kde ho nahradil Custine, načež Biron velel Armée d'Italie na řece Var a dobyl hrabství Nice. Byl převeden do Vendée, aby bojoval proti tamnímu povstání, dobyl Saumur a Parthenay, ale neposlušnost a intriky (generálové Rossignol a Westermann ho obvinili z lži a útlaku) ho přiměly požádat o propuštění. Biron odjel do Paříže, aby se ospravedlnil, ale byl okamžitě zatčen, revolučním tribunálem odsouzen k trestu smrti  a dne 31. prosince 1793 gilotinován.
Jeho původní legie byla začleněna do <sup id="mwPA">6.</sup> pluku husarů v roce 1791, ale prakticky rozpuštěna v roce 1792 (dezerce, kapitulace nepříteli). Obnovena byla v roce 1793 a stala se předchůdcem dnešní cizinecké legie.
Titul vévody de Biron získal v roce 1788 po smrti svého strýce Louise Antoina de Gontaut-Biron (1700-1788) a vzdal se titulu vévody de Lauzun. Manželka Amélia, rozená de Bouffleurs, byla popravena v roce 1794. 
Byl autorem Pamětí, které byly vydány v roce 1822 ve dvou svazcích a později ještě několikrát v různých zemích (sepsány pouze do doby počátku revoluce). 

## Vyznamenání
Jeho jméno je vyryto na Vítězném oblouku v Paříži.